# Jean-Louis Delayen
Jean Louis Delayen, né le 16 mars 1921 à Saint-Raphaël (Var), et mort le 3 octobre 2002 en Virginie (États-Unis), est un général français, grand-croix de la Légion d'honneur.
Sa biographie, publiée en 1979 par Georges Fleury, porte comme titre Le Baroudeur – Les quatre guerres du général Delayen, en référence à son surnom, et à ses quatre campagnes : Seconde Guerre mondiale, guerre d'Indochine, guerre d'Algérie et Tchad.

## Enfance
Né à Saint-Raphaël en 1921, Jean-Louis Delayen passe les premières années de sa vie au Maroc, puis en Indochine, au gré des affectations de son père, colonel dans l'infanterie de marine.
Il rentre en France en 1935 pour poursuivre sa scolarité au Prytanée national militaire de La Flèche.

## Carrière militaire

### Seconde Guerre mondiale (1940-1945)
En 1940, durant la débâcle de l'armée française, il déserte le Prytanée — replié à Biarritz — pour tenter de rejoindre les Forces françaises libres à Londres, mais il ne parvient pas à trouver de bateau pour l'y emmener et à la place, il finit par débarquer au Maroc.
Il s'engage alors dans l'armée et est affecté au 6e régiment de tirailleurs sénégalais (6e RTS), puis au régiment d'infanterie coloniale du Maroc (RICM).
Nommé aspirant au sein du RICM, il participe en août 1944 au débarquement de Provence et à la libération de Toulon. Toujours avec le RICM, il participe à la « Marche du Rhin » (l'avancée victorieuse des armées alliées vers les rives du Rhin), à la tête d'un peloton de reconnaissance de quatre jeeps armées de mitrailleuses.
Son peloton est la première unité alliée à atteindre le Rhin, le 13 novembre 1944, à Rosenau où il est blessé. La photo de l'aspirant Delayen, « Premier officier allié à atteindre le Rhin », trempant le fanion de son peloton dans le fleuve, fera la « une » du New York Times (en fait une reconstitution).
Grièvement blessé le lendemain à Battenheim Delayen, considéré comme mort, se réveille à la morgue de l'hôpital. Il se rétablit cependant, après cinq mois de convalescence, et est nommé sous-lieutenant en décembre 1944.

### Guerre d'Indochine(1945-1955)
En 1945, le sous-lieutenant Delayen est volontaire pour partir en Indochine, avec le RICM (au sein du corps expéditionnaire français en Extrême-Orient). Blessé une seconde fois, il est nommé lieutenant en 1946, et fait chevalier de la Légion d'honneur en 1947.
Il rentre en France en 1948, puis repart au Tonkin comme officier de renseignement, de 1949 à 1952, puis de 1953 à 1955. Il y crée au sein des commandos Nord Viet-Nam le premier commando uniquement composé de Tonkinois. Il est promu officier de la Légion d'honneur en 1954.

### Guerre d'Algérie(1955-1962)
Il rejoint l’Algérie en 1955, pour rejoindre le « Centre d'instruction amphibie » à Arzew, puis rejoint Nemours, à la frontière avec le Maroc.
Il y forme le commando Yatagan, composé de musulmans encadrés par des fusiliers-marins-commandos, sur le modèle des commandos Nord Viet-Nam.
Il est promu commandeur de la Légion d'honneur en 1959. Il commande le G.C.C.A jusqu'à son départ pour le Pacifique en 1962.

### Pacifique (1962-1965)
Au début de l’année 1962, le commandant Jean-Louis Delayen prend le commandement du bataillon d'infanterie de marine de Tahiti, pour trois ans.

### Métropole (1965-1972)
En 1965, promu lieutenant-colonel, il est affecté pour la première fois de façon pérenne en métropole : il dirige alors le « Centre d'instruction amphibie » basé à Lorient.
Après un an de formation au sein du corps des Marines, aux États-Unis, au « Command and Staff College » à Quantico, il rentre en France pour prendre le commandement du 2e régiment d'infanterie de marine, au camp d'Auvours de 1969 à 1971.

### Tchad (1972-1977)
En 1972, le Tchad est secoué par la guerre civile. Le colonel Delayen est nommé conseiller du général commandant en chef des forces armées tchadiennes. Il restera six ans en poste à N'Djamena. Il est promu grand officier de la Légion d’honneur en 1975.

### Métropole et retour à la vie civile
En 1977, Jean-Louis Delayen est admis en 1re section des officiers généraux avec le grade de général de brigade, et il regagne la France, ou après un bref passage au ministère de la Coopération à Paris, il demande à passer dans le cadre de réserve en juin 1978.
De 1978 à 1982, il s’installe dans une péniche, amarrée près du pont de la Concorde à Paris. Puis il rejoint son épouse américaine et son fils aux États-Unis, où il réside jusqu'à son décès d’une crise cardiaque en 2002.
Il est enterré à Saint-Raphaël dans le Var, où ses obsèques ont été célébrées par le père Heinrich, ancien aumônier de Diên Biên Phu. À la demande du général Delayen, lors de son enterrement, son cercueil a été accompagné par les marsouins de ses anciens régiments (RICM et 2e RIMA) au chant de Marie Dominique, hymne officieux de l’infanterie de marine.

## Décorations
Blessé trois fois, titulaire de 19 citations dont 11 avec palmes, il est l'un des officiers français parmi les plus décorés après le général Marcel Bigeard (27 citations), le colonel Joseph Raphanaud (27 citations dont 14 à l'ordre de l'armée), le général Georges Leblanc (24 citations), le général Pierre Boyer de Latour du Moulin (24 citations),  le général Paul Vanuxem (23 citations), le général Magrin-Vernerey (20 citations dont 15 à l'ordre de l'armée) ou encore le général Jean Gilles (20 citations). 
- Grand-croix de la Légion d'honneur (1997)
- Croix de guerre 1939–1945 (2 citations)
- Croix de guerre des Théâtres d'opérations extérieurs (8 citations)
- Croix de la Valeur militaire (9 citations)
- Insigne des blessés militaires